# Château de Pordor
 (mai 2025).
Le château de Pordor est un château situé à Avessac, dans le département de la Loire-Atlantique, en France.

## Description
Le château, modifié par les diverses familles qui l'ont habité, présente des traces de nombreux styles architecturaux caractéristiques des différentes époques de son aménagement.
La partie médiévale se situe au centre, reconnaissable grâce à sa salle basse.
L'escalier "rampe sur rampe" à l'italienne est typique du XVIe siècle.
Les pavillons sont des ajouts des XVIIIe et XIXe siècles, étendus en 1908.

## Historique
Le château est mentionné pour la première fois dans les archives le 7 décembre 1301. Les terres du Pordor sont alors une seigneurie de taille déjà importante qui se constitue autour de plusieurs seigneuries suzeraines, notamment celles de l'abbaye de Redon, de Derval, de Fresnay et de Rieux. 
Le territoire de Pordor (aussi dit du Port d'Or, du Pouedou ou du Port d'eau) s'étend progressivement sur environ 3 000 hectares autour des communes d'Avessac et de Fégréac.
La seigneurie est successivement détenue par les familles suivantes (par héritage ou par vente) : 
- les Lusanger (1301-1372)
- les Kervarin (1372-1417)
- les Saint Gilles (1417-1540)
- les Théhillac (1540-1614)
- les Le Breton de Villandry (1614-1683)
- les Butault de Marzan (1683-1737)
- les Durfort de Lorges (1737-1821)
- les Mauger (1773-1821)
- les Sallentin (1821-1847)
- les Goulaine (1847-1879)

puis les Couëtoux, Gicquel, Paumier, Cochard et les Trutié de Varreux.
Les archives départementales de la Loire-Atlantique disposent des archives seigneuriales dans le « fond du Pordor ». 
Le monument est inscrit au titre des monuments historiques en 2009.

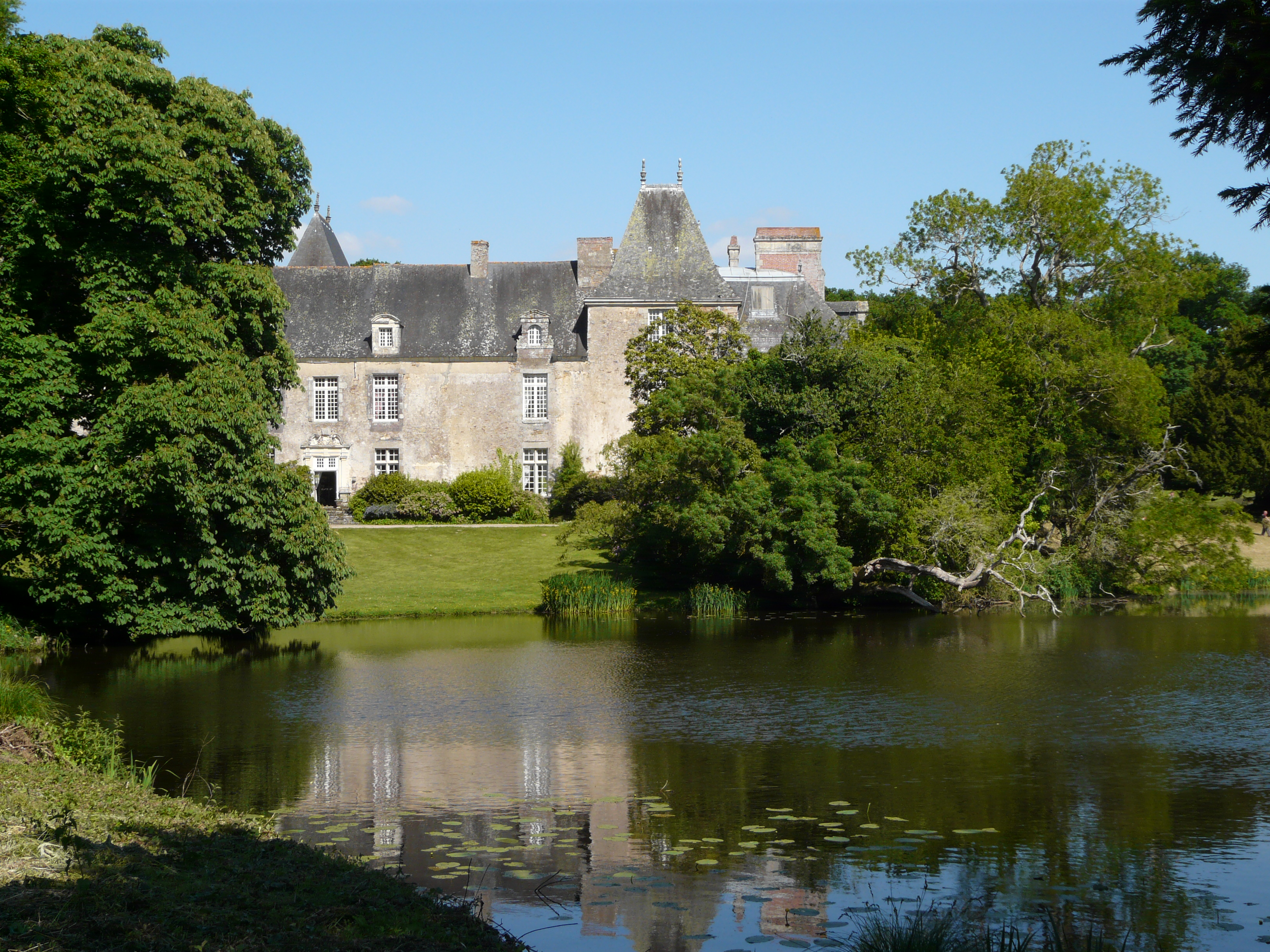